# N級軟式飛行船
|          |                                                            |
| 艦歴     |                                                            |
| 発注     | グッドイヤー                                               |
| 起工     | 1940年代後期                                               |
| 進水     | 1950年代初期                                               |
| 就役     | 1954年（ZP2N）                                             |
| 退役     | 1962年11月                                                 |
| その後   |                                                            |
| 性能諸元 |                                                            |
| 重量     | t                                                          |
| 体積     | 23,648 m3                                                  |
| 全長     | 104.57 m                                                   |
| 直径     | 23.17 m                                                    |
| 全高     | 32.62 m                                                    |
| 機関     | ライトR-1300-2 星型空冷800馬力 2基                         |
| 速度     | 最大速度：128 km/h                                         |
| 航続距離 | 飛行記録として264.2時間滞空、航続15,205km。通常200時間滞空 |
| 乗員     | 21名                                                       |
| 兵装     | AN/APS-20レーダー、APS-70レーダー、AN/APS-69レーダーなど   |
| 航空機   | 搭載せず                                                   |

N級軟式飛行船（Nきゅうなんしきひこうせん、N class blimp）とは、より広く知られる名称ではナン・シップとも呼ばれ、オハイオ州アクロンに所在するグッドイヤー航空機会社によってアメリカ海軍向けに製作された一連の飛行船のことである。5隻が建造された。軟式の言葉の示すように、内部支持構造や竜骨を持たない飛行船であった。これら一連の製作された飛行船の開発は多岐にわたり、飛行船の呼称システムが第二次世界大戦時代の後に変更されたことで、呼称もまたさまざまにつけられた。これらの形式には、対潜戦（ASW）および空中早期警戒（AEW）任務を想定して作られた飛行船も含まれている。
最初期の形式はZPN-1であり、これは哨戒任務に投入されたM級軟式飛行船の後継機であった。ナン・シップはM級軟式飛行船に比べ、全長こそ同程度だったがより大型の船体を用いた。N級軟式飛行船には、ライト星型空冷エンジンが2基搭載された
。1940年代の後期に、N級軟式飛行船の試作型の開発着手がグッドイヤー航空機会社へ命じられ、1950年代初期に配備された。ZPN-1の呼称は1954年にZPG-1に変更され、さらに1962年にはSZ-1Aに変えられた。ZPN-1の船体が有するガス容量は24,777立方mであり、飛行にはヘリウムガスが用いられた。
ZPN-1の後には、4隻の改修されたN型軟式飛行船が発注され、1954年に配備された。これらの飛行船はZP2Nと呼称がつき、1954年にはZPG-2として再び呼称された。ZP2Nのうち3隻は、空中早期警戒任務に用いるため、1950年代の中頃に改修され、当初、ZP2N-1Wと称された。しかし配備されるとZPG-2Wと呼称された。さらに呼称は1962年にEZ-1Bに変更された。これらの飛行船の船体のガス容量は283,168立方mを上回った。
ZPG-2WはAN/APS-20レーダーを搭載しており、アンテナは船室下部に装備されていた。シンプルなダイポールアンテナのついたAPS-70は船体の内部に搭載された。AN/APS-69の高度検知用レーダーアンテナは、船体の上に装備された。飛行船には21名の搭乗員を乗せ、200時間以上の滞空能力があった。また、エンジンは船室内に収められ、プロペラの駆動には延長シャフトを介した。最初のZPG-2Wは、1955年5月に海軍に配備された。場所はレイクハースト海軍航空基地であった。
作戦における運用では、ZPG-2Wは冷戦期における北アメリカの早期警戒レーダー網、コンティギュオス・バリアーとインショアー・バリアーの間隙を埋める用途に投入された。
ZPG-2Wの、長時間待機する能力の演習では飛行記録が作られた。ZPG-2の141561号機は、ニュージャージー州に所在するレイクハースト海軍航空技術基地から西アフリカ、さらにフロリダ州のキーウェスト海軍航空基地への場周飛行をノンストップで続け、264.2時間で15,205kmに及ぶ距離を飛行した。この飛行は、軽航空機の記録として、1929年にグラーフ・ツェッペリンが達成した飛行距離11,233kmを上回った。1957年3月にはZPG-2 スノーバード号が、アメリカ海軍に所属するジャック・ハント機長に操縦され、マサチューセッツ州サウスウェイマス海軍航空基地から離陸、10日と12時間が経過してからフロリダ州キーウェスト海軍航空基地に到着した。スノーバード号および13名の搭乗員は新しい「15,675kmの飛行距離と燃料補給なしでの滞空記録」を達成した。

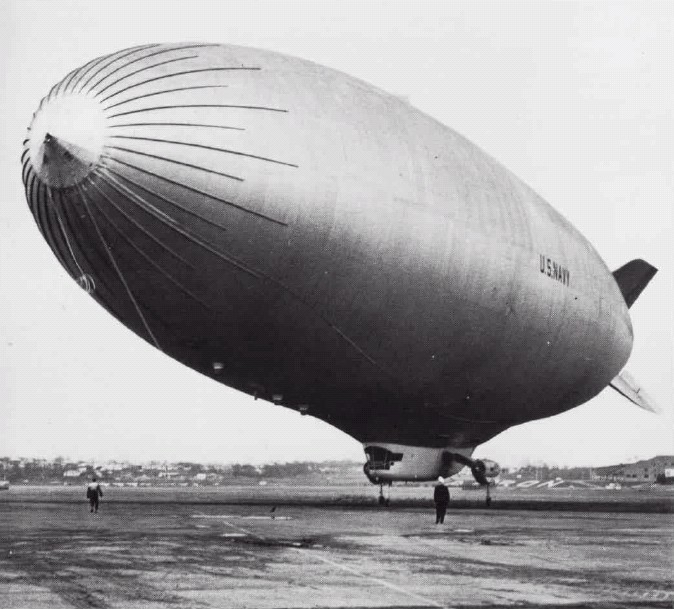
飛行船係留場のZPG-3W。ZW-1早期警戒中隊の所属機。1960年

後継にしてより大型のAEW軟式飛行船はZPG-3Wであり、今まで建造されたうち最大の軟式飛行船だった。この機もまた、冷戦期における北アメリカの早期警戒レーダー網、コンティギュオス・バリアーとインショアー・バリアーの間隙を埋める用途に投入された。俗にZPG-3Wはヴィジランスと呼ばれた。またZPG-3Wは、早期警戒レーダー用の大きなアンテナを、ヘリウムを充填する船体の中に収めたという点でユニークであった。4隻の飛行船がアメリカ海軍に配備された。
ZPG-3Wの初飛行は1958年7月であった。12.8mのレーダーアンテナのためのレドームを形成するにあたり、飛行船の流麗な空力学的形状が提供された。飛行船の全長は121.9m以上であり、高さは約36.6mであった。飛行船の滞空時間は数日に及んだ。
ZPG-3Wはアメリカ海軍向けに建造された最後の飛行船であり、アメリカ海軍が飛行船の作戦を終結させ、すべての飛行船の活動を止めた1962年11月まで作戦部門にのこされた。特別に設計・製造されたAN/APS-70レーダーは12.8mの内部アンテナを持っており、他の航空機を捜索するのに最良の対空レーダーシステムを構成した。これは低周波で悪天候下を見通すことができ、電波的に見ることのできる対象だけを捉えてみせた。船体の大きなレドームは、捜索レーダーに必要な高さを維持した。
ZPG-3Wの（BuNo 144243）第二操縦船室は、長年にわたりレイクハースト海軍航空基地に保管された。それは現在、ペンサコラ海軍航空基地に所在する国立海軍航空博物館で保存されている。フロリダ州では修復作業が期待されている。
1962年、アメリカ国防総省は航空機の呼称システムを統一し、ZPG-3WはEZ-1Cへ再び改称された。
1986年、一隻のZPG-2Wの船体が、パイアセッキPA-97ヘリシュタットの建造に転用された。

## 呼称のシステム
1947年4月に制定された呼称システムでは、N級軟式飛行船は海軍によりZPN-1（Zは空気よりも軽量を指す。Pはパトロール用、Nは級・型式）という呼称が与えられていた。
1954年の4月では、呼称システムが変更され、重航空機（空気よりも比重が重い航空機）で使用している様式と似せられた。
1962年、ZPG-1の呼称システムはSZ-1A（Sは対潜作戦用、Zは空気より軽量、1は形式の最初のもの、Aはシリーズの最初のものを示す）に変更された。この呼称法を、のちの軟式飛行船も同様にとった。